# Karlsro

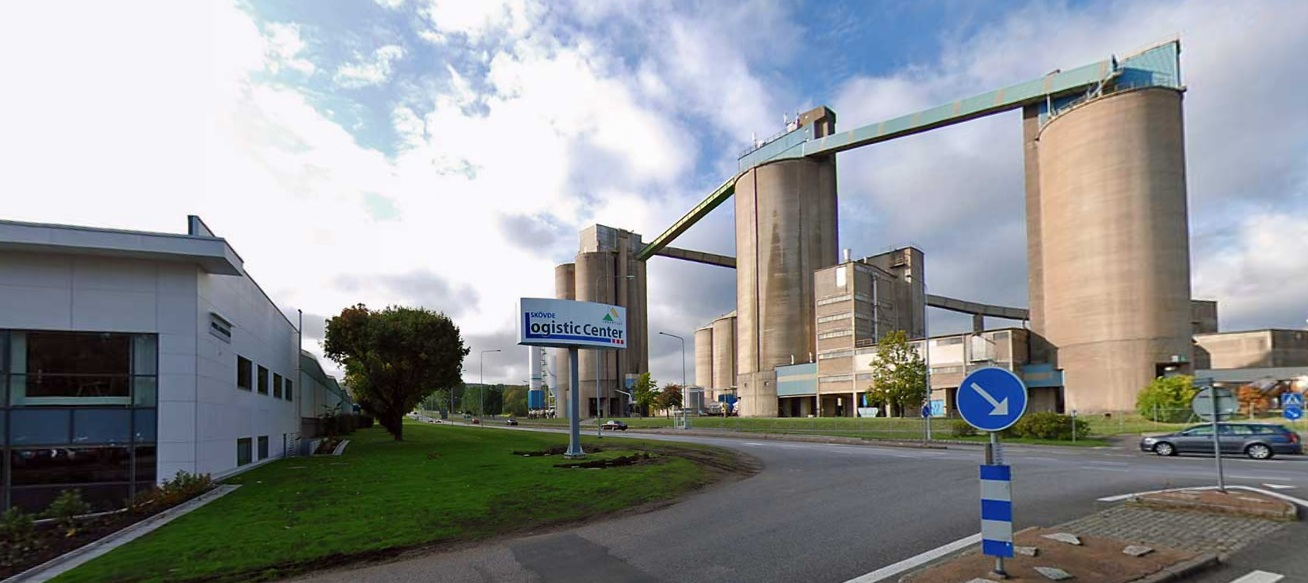
Karlsro i Skövde med Cementa i bakgrunden

Karlsro är en stadsdel i Skövde, Västra Götalands län. I området ligger mestadels företag och handel som till exempel Lidl, Cementa och Paroc.